# Jon Ekerold
Jon Ekerold, född den 8 oktober 1946 i Johannesburg, Sydafrika är en f.d. roadracingförare som vann VM i 350GP 1980.

## Segrar 350GP
| Nummer | Grand Prix   | År   |
| ------ | ------------ | ---- |
| 1      | Västtyskland | 1979 |
| 2      | Frankrike    | 1980 |
| 3      | Holland      | 1980 |
| 4      | Västtyskland | 1980 |
| 5      | Argentina    | 1981 |
| 6      | Italien      | 1981 |

## Segrar 250GP
| Nummer | Grand Prix | År   |
| ------ | ---------- | ---- |
| 1      | Frankrike  | 1977 |